# Джеффрис, Сильвия
Си́львия Дже́ффрис (англ. Sylvia Jefferies, род. 14 августа 1969) — американская актриса.

## Жизнь и карьера
Сильвия Джеффрис родилась в Гринвуде, Южная Каролина в семье Джеймса Джеффриса, бывшего мэра Гринвуда, и медсестры скорой помощи. Она обучалась актёрскому мастерству в Американской академии драматического искусства в Нью-Йорке, а после дебютировала в театре и снималась в различных рекламных роликах.
Джеффрис известна по роли подруги персонажа Дэнни Макбрайда в комедийном сериале канала HBO «На дне», где она снималась с 2009 по 2010 год. На телевидении она также появилась в сериалах «Холм одного дерева» и «Поверхность», а на большом экране сыграла роли второго плана в фильмах «Дневник памяти», «Дежа вю», «Хэллоуин 2», «Пираньи 3DD» и «Петля времени». Она также сыграла значительные роли в независимых фильмах «Четыре ребёнка Тангера Уэлча» и «96 минут». В начале 2012 года Джеффрис получила роль Джолин Барнс, матери героини Хайден Панеттьер, в драматическом телесериале канала ABC «Нэшвилл», созданного лауреатом премии «Оскар» — Кэлли Хоури.

## Фильмография
- 2002 — Лео / Leo
- 2004 — / Le croisment
- 2004 — Дневник памяти / The Notebook
- 2004 — Холм одного дерева / One Tree Hill
- 2006 — Последнее копьё / End of the Spear
- 2006 — Уокер Пейн / Walker Payne
- 2006 — Поверхность / Surface
- 2006 — Дежа вю / Deja Vu
- 2008 — Четыре ребёнка Тангера Уэлча / The Four Children of Tander Welch
- 2009 — Хэллоуин 2 / Halloween II
- 2010 — Дай мне кров / Gimme Shelter
- 2009—2010 — / На дне / Eastbound & Down
- 2010 — Внутренняя тишина / Domestic Silence
- 2011 — 96 минут / 96 Minutes
- 2012 — Пираньи 3DD / Piranha 3DD
- 2012 — Петля времени / Looper
- 2012—2013 — Нэшвилл / Nashville — Джолин Барнс